# Attilio Alto

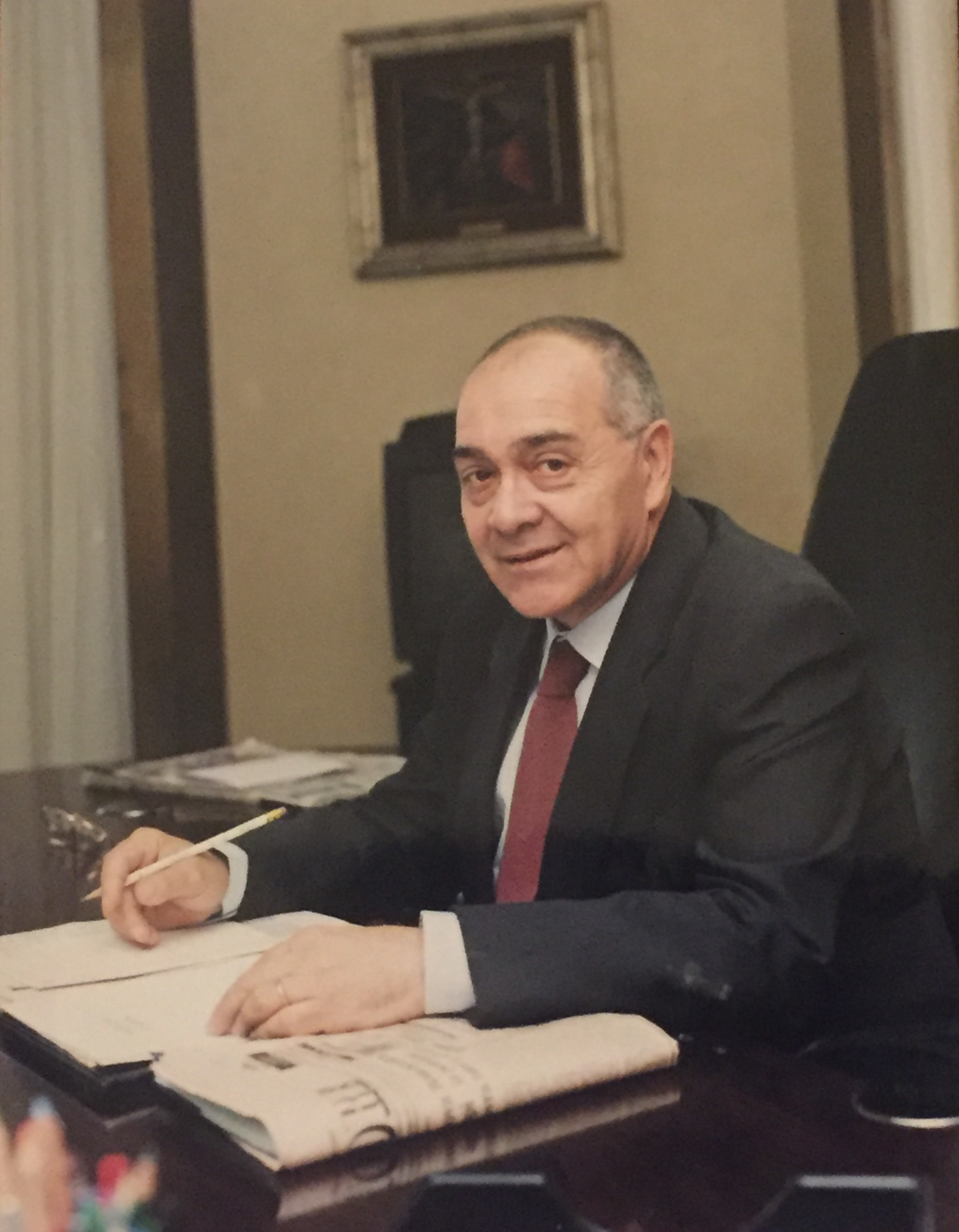
Rector Alto wordt bankier (1996)

Attilio Alto (Bari, 15 maart 1937 – aldaar, 21 januari 1999) was een Italiaans ingenieur en rector van drie universiteiten.

## Levensloop
Hij werd geboren in Bari, in Zuid-Italië. Het ingenieursdiploma behaalde Alto aan de Politecnico di Torino (1966) in Turijn, Noord-Italië. 
Zijn academische carrière startte aan de universiteit van Bari in 1980. Zijn onderzoeksdomein was metaalkunde. Van 1986 tot 1991 was Alto rector van de universiteit van Bari. Vervolgens werd hij rector van de pas opgerichte Politecnico di Bari; in deze tijd werden de faculteiten voor ingenieur- en architectopleidingen een aparte universitaire instelling. Alto was er rector van 1991 tot 1994. Vervolgens was hij rector van de universiteit van San Marino, bekend onder de naam Università degli Studi della Repubblica di San Marino, in de jaren 1994 tot 1996.
In 1996 verliet Alto het universitaire milieu om directeur te worden van de Spaarbank van Apulië ofwel de Cassa di Risparmio di Puglia. In deze functie overleed hij in 1999.